# 3.º Distrito Congressional da Califórnia
O 3º Distrito Congressional da Califórnia é um dos 52 distritos do estado na Câmara dos Representantes dos Estados Unidos. Situa-se ao norte de Serra Nevada e abrange os subúrbios do nordeste de Sacramento, estendendo-se para o sul até o Vale da Morte.
Nas eleições de 2024, o republicano Kevin Kiley venceu a democrata Jessica Morse com 55,5% dos votos.